# Гай Кавасакі
Гай Кавасакі (англ. Guy Kawasaki) — один із перших працівників компанії Apple Computer, відповідальний за маркетинг комп'ютера Macintosh у 1984. Відомий тим, що переніс концепцію «євангелізму» у високотехнологічний бізнес, фокусуючи увагу на створенні шару користувачів — палких прихильників бренду Apple.
У 1998 він був співзасновником «Garage Technology Ventures» — венчурної компанії, що спеціалізується на високотехнологічних стартапах Кремнієвої долини.
У березні 2013 року Кавасакі приєднався до Google як радник Motorola. Його роль полягала у створенні спільноти мобільних пристроїв Google+.
У квітні 2014 року Кавасакі став головним євангелістом Canva. Це безкоштовний вебсайт графічного дизайну для не-дизайнерів, а також для професіоналів, який був заснований у 2012 році.